# Балка Орлинська
Ба́лка Орли́нська — ботанічний заказник місцевого значення. Розташований у селі Орлинське Великоновосілківського району Донецької області. Статус заказника надано рішенням облвиконкому № 7 від 9 січня 1991 року. Площа — 9 га. На території заказника ростуть рідкісні для південного сходу України види рослин, два з яких занесені до Червоної книги України — ковила Лессінга, ковила волосиста.